# Веретхекау

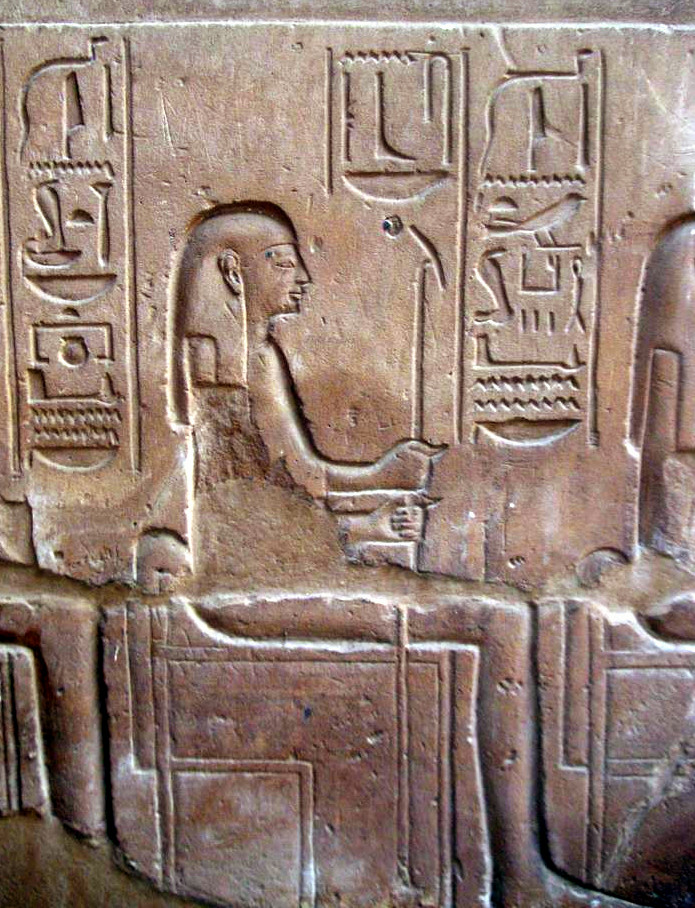
Барельєф з храму в Луксорі із зображенням Веретхекау.

Веретхекау (Вертхекау) — богиня-кобра, що уособлювала надприродні сили в давньоєгипетській міфології. Ім'я богині перекладається як «велика чарами» або «велика чарівниця».

## Міфологія
Як божество, що символізує захист, її часто зображували на похоронних предметах, наприклад, таких як зброя, щоб померлий міг захистити себе від небезпек підземного світу. Її зображення також можна побачити на ножах зроблених зі слонової кістки, які були амулетами й оберігали жінок та годувальниць.
Веретхекау вважали втіленням божественної сили єгипетських корон. Як богиня корон, вона була змією або левоголовою жінкою, що жила у святилищі.Коли вона виступала в ролі дружини Ра-Горахті, її зображували з сонячним диском над головою. У богині були епітети, які часто ототожнювали її з такими богинями як Ісіда,Сехмет, Мутта іншими.